# Церква Покрови Пресвятої Богородиці (Кореївці)
 Пам'ятка народної культури Словацької республіки реєстраційний номер 183/63 від 7 березня 1968 року.
Церква Покрова Пресвятої Богородиці (словац. Chrám Ochrany Bohorodičky, русин. Церьков Покровы Пресвятой Богородицї) — дерев'яна церква лемківського типу в селі Кореївці (Словаччина). Належить греко-католицькій громаді.

## Історичний огляд

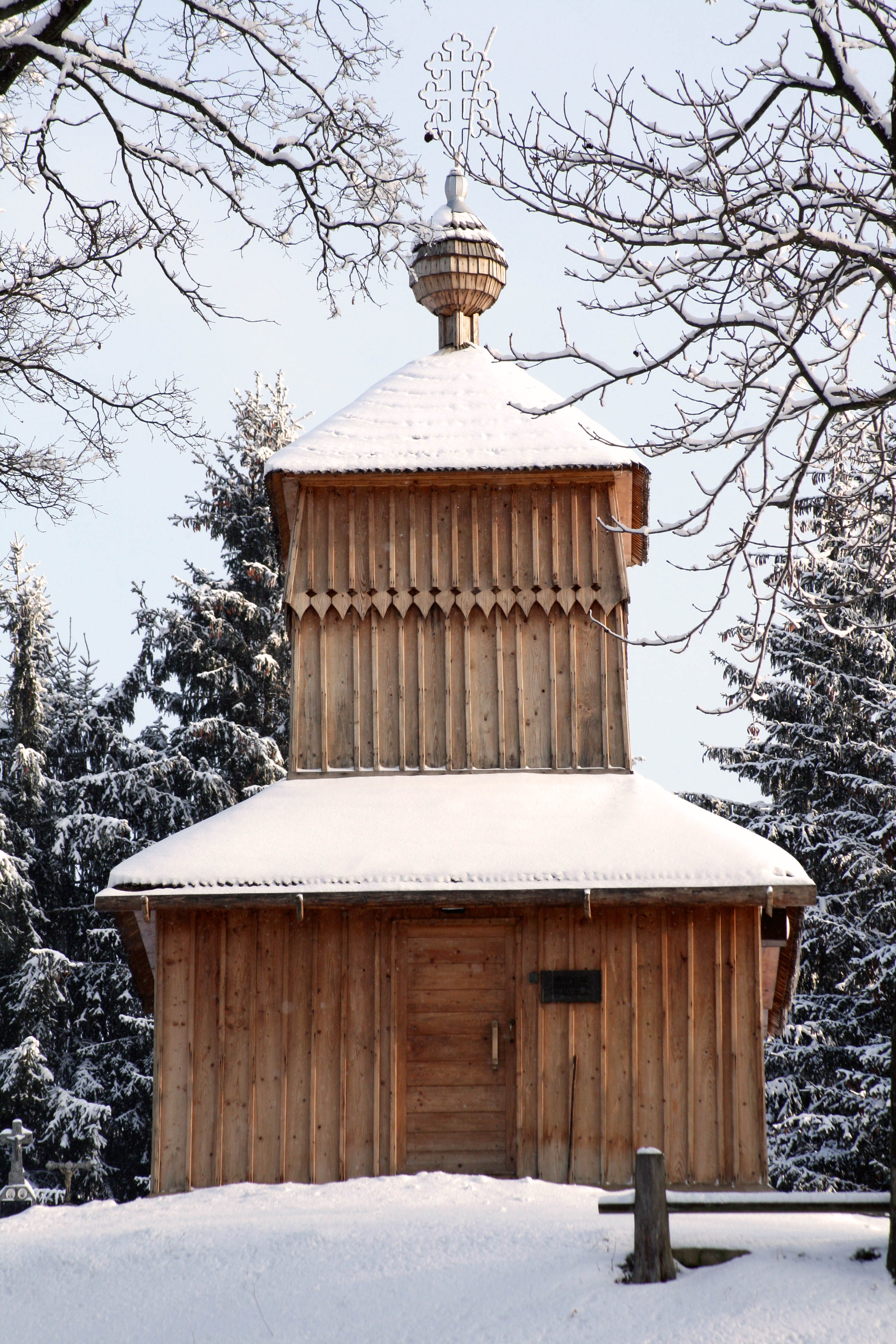
Дзвіниця

Церква збудована у 1761 році. Під час Другої світової війни зазнав пошкодження, 1947 року відновлений. 1968 року внесений до реєстру національних пам'яток Словацької республіки. 2000 року була завершена реконструкція. 

## Архітектура
Церква дерев'яна, на кам'яних підвалинах. У плані — тридільна: бабинець, нав й вівтар. Над бабинцем зведена дерев'яна дзвіниця. Кожна частина має бані-маківки, накриті ґонтом й увінчані хрестами.
Споруда шальована вертикальними смерековими дошками.
У церковному подвір'ї стоїть дерев'яна дзвіниця з трьома дзвонами. На одному з них відлита дата 1769 року й зображення Святого Сімейства. Другий дзвін 1771 року прикрашений хрестом, під яким — рельєф Богородиці і Святої Трійці. Третій 1835 року декорований дубовими листками і написом.

## Інтер'єр
Усередині є невеликий іконостас, від якого залишились лише фрагменти другої половини XVIII століття.